# 装甲救助部隊レストル
『装甲救助部隊レストル』（そうこうきゅうじょぶたいレストル）は、1999年に放送された韓国製作のテレビアニメ。韓国では『レストル特殊救助隊 (朝鮮語: 레스톨 특수 구조대)』（レストルとくしゅきゅうじょたい）というタイトルで1999年1月29日~1999年7月23日までKBSにおいて全26話放送された。日本では1999年10月5日~2000年4月4日までNHK衛星第2テレビジョンにおいて放送された。

## ストーリー
西暦2034年、20世紀に人類が行った無秩序な開発や環境破壊の影響のため、世界各地には異常な自然災害が頻発していた。世界最大の複合企業体ジオノイドは、地球環境をコントロールし自然災害を防ぐための「ジオスポットプロジェクト」を開始した。これは、世界各地に点在するジオスポットと呼ばれるエネルギー集結点に制御塔を建てて制御するものである。同時に、災害救助及びジオスポット探査のための組織、SRS（Special Rscue Services）を結成した。 
SRSは、衛星軌道上の管制司令基地｢アールサット｣、災害現場で救助にあたる5機のレスキューモビル部隊「レストル」、レストルを載せ大気圏外から災害現場に急行する母艦「シェルダイバー」から構成される。
ローズ・シティに棲む少年マルは、ゲームマシンに擬装されたパイロットスカウト用シミュレーターで驚異的な得点を出し、レストルの隊員にスカウトされる。最初は災害救助をゲームのように考えていたマルだが、次第に自らの使命に目覚めていく。 
しかし、ジオスポットプロジェクトの影には巨大な陰謀が隠されているのだった。

## スタッフ
- 製作：KBS・金剛企画・ソウルムービー
- 原作：ソウルムービー
- シリーズ構成（シナリオ）：金泰寛
- 監督：李東益、白承均、任慶遠
- 美術監督：周永三（日本放映時「周英三」と誤記されている）
- メインキャラクターデザイン原案：梁慶一
- キャラクターデザイン：金玟秀（小道具デザイン）、ウォン・ソング
- 背景：冑在鉉
- 原画監督（作画監督）：李鍾京、高承賢、申起微、崔奇石
- デジタル監督（デジタルワーク）：金永浩、朴星賢
- 音楽：方勇錫
- 音楽制作（ミュージック・エフェクト）：Hollywood Manner
- プロデューサー：朴起鍾、河允信、閔泳文、崔鎮旭

### 日本語版スタッフ
- 日本語版脚本：中村烈
- 録音演出：岩浪美和
- 録音技術：廣岡信貴 、長沼里沙
- 録音スタジオ：HALF H・P STUDIO
- 編集：原正樹、藤原曜一郎
- 音響制作：HALF H・P STUDIO
- 音響制作担当：西名武、市山貴士
- 配給：エノキフイルム

## 主題歌
- OP「レストル!」（作詞：安貞逸　作曲：沈相賢　歌：韓冠煕）
- ED「Crumbry Butterfly」（作詞：山本景子　作曲：高橋圭一　編曲：山本隆一郎　歌：K.）

韓国版
- OP：日本版と同じ。
- ED「Freedom」（作詞：安貞逸　作曲：沈相賢　歌：韓冠煕）

## キャラクター（声の出演）

### レストル
- マル・カン（声優：山口隆行／韓国：チェ・ウォニョン）
- ミア・リリエンタール（声優：折笠富美子／韓国：キム・スギョン）
- テオドール・ロラン（声優：檜山修之／韓国：キム・イル）
- オミン・キサラギ（声優：長沢美樹／韓国：キム・ヒェミ）
- パトリシア・バロウズ（声優：池澤春菜／韓国：ソン・ビョンスック）

### SRS
アールサット
- ジュリエット・レス（声優：皆口裕子／韓国：チェ・ムンザ）
- ジェイ（声優：増田ゆき／韓国：イム・ウンジョン）
- ライナ（声優：大平泉）
- ジゼル（声優：小谷朋子）
- レベッカ（声優：沢田菜緒）

シェルダイバー
- コウ艦長（声優：家弓家正／韓国：チャン・グァン）
- ガーロン（声優：永野広一）
- アバエオ（声優：川島得愛）

### ジオノイド
- マイケル・ヘロン（声優：森川智之／韓国：チェ・ビョンサン）
- ハンス・リヒター（声優：坂口候一／韓国：イ・ジョング）

### アポカリプス
- カイン（声優：平野俊隆／韓国：カン・グハン）
- ジン（声優：並木伸一／韓国：キム・イル）

## ロボット
- レストル1号機
- レストル2号機
- レストル3号機
- レストル4号機
- レストル5号機
- メイビー＜GIN-GA-MIN-GA＞

## 放映リスト
| 話数 | サブタイトル             | ストーリーボード   | 放送日（韓国） | 放送日（日本） |
| ---- | ------------------------ | ------------------ | -------------- | -------------- |
| 1    | ゲームの天才             | イ・ドンイク       | 1999年 1月29日 | 1999年 10月5日 |
| 2    | 初出動                   | イ・ドンイク       | 2月5日         | 10月12日       |
| 3    | 水の壁                   | イ・ドンイク       | 2月12日        | 10月19日       |
| 4    | 白い危険地帯             | イム・ギョンウォン | 2月19日        | 10月26日       |
| 5    | 空からの脱出             | イ・ドンイク       | 2月26日        | 11月2日        |
| 6    | カインの挑戦             | イ・ドンイク       | 3月5日         | 11月9日        |
| 7    | 地下迷路                 | コ・ソンチョル     | 3月12日        | 11月16日       |
| 8    | 巨人の伝説               | イム・ギョンウォン | 3月19日        | 11月30日       |
| 9    | レストルの休日           | イ・ドンイク       | 3月26日        | 12月7日        |
| 10   | 赤い流れ                 | イ・ドンイク       | 4月2日         | 12月14日       |
| 11   | 雨音が危機を呼ぶ（前編） | イ・ドンイク       | 4月9日         | 12月21日       |
| 12   | 雨音が危機を呼ぶ（後編） | イ・ドンイク       | 4月16日        | 12月28日       |
| 13   | 悪夢の咲く島（前編）     | ペク・スンギュン   | 4月23日        | 2000年 1月4日  |
| 14   | 悪夢の咲く島（後編）     | ペク・スンギュン   | 4月30日        | 1月11日        |
| 15   | ひとすじの光             | イ・ドンイク       | 5月7日         | 1月18日        |
| 16   | もう一人の天才           | ペク・スンギュン   | 5月14日        | 1月25日        |
| 17   | 浮上                     | イ・ドンイク       | 5月21日        | 2月1日         |
| 18   | 炎の救助部隊             | ペク・スンギュン   | 5月28日        | 2月8日         |
| 19   | 追跡                     | イム・ギョンウォン | 6月4日         | 2月15日        |
| 20   | タワーの秘密             | イ・ドンイク       | 6月11日        | 2月22日        |
| 21   | 裏切り                   | ペク・スンギュン   | 6月18日        | 2月29日        |
| 22   | 悪魔が動きだす           | イ・ドンイク       | 6月25日        | 3月7日         |
| 23   | レストル抹殺計画         | イ・ドンイク       | 7月2日         | 3月14日        |
| 24   | 戦士の伝言               | ペク・スンギュン   | 7月9日         | 3月21日        |
| 25   | 闇が迫る                 | イ・ドンイク       | 7月16日        | 3月28日        |
| 26   | ラストフライト           | イ・ドンイク       | 7月23日        | 4月4日         |